# ニッコロ・ニッコリ
ニッコロ・ニッコリ（Niccolò Niccoli、1364年 - 1437年1月22日）は、ルネサンス期イタリアの蔵書家、人文主義者である。
フィレンツェ生れ。メディチ家当主コジモ・デ・メディチの支援を受け「全財産を書物の獲得にそそぎこんだ」。古代に憧れ、古代の気分を妨げるものは身辺に一切寄せ付けなかったという。無一文になるとメディチ家がいくらでも融通した。没後の1444年、コジモはニッコロ・ニッコリの蔵書を基礎とした図書館をサン・マルコ修道院に創設した。

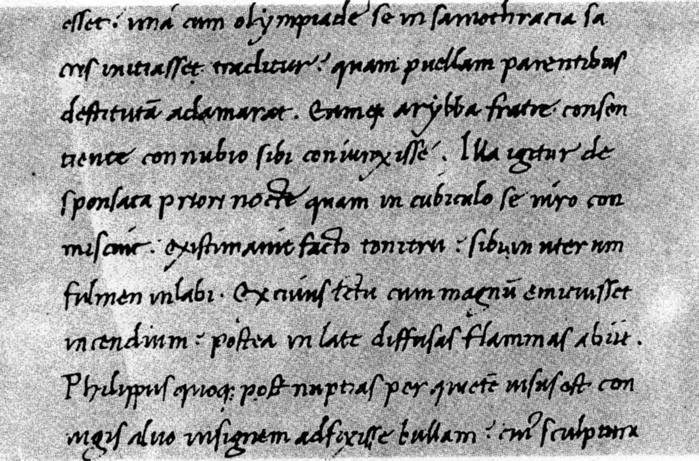
ニッコロ・ニッコリの筆記。1420年頃。

また、その書体がイタリック体のもとになったことも知られている。ニッコロ・ニッコリの1420年頃の筆記にイタリック体を見出すことができる。この書体は広く普及し、ヴェネツィアの教皇庁尚書院で公的に（教皇書簡や外交書簡用に）用いられるようになった。